# Maebashi
La ciudad de Maebashi (前橋市 Maebashi-shi?) es la ciudad capital de la prefectura de Gunma, y es de las ciudades principales del interior de Japón. Situada a orillas del río Tone, tiene un área de 241 km² y una población de 325.813 habitantes (2003).
La ciudad fue fundada el 1 de abril de 1890. El 5 de diciembre de 2004 el antiguo pueblo de Ogo y las villas de Kasukawa y Miyagi se unieron a la ciudad.

## Clima
| Parámetros climáticos promedio de Maebashi (1897～2010) | Parámetros climáticos promedio de Maebashi (1897～2010) | Parámetros climáticos promedio de Maebashi (1897～2010) | Parámetros climáticos promedio de Maebashi (1897～2010) | Parámetros climáticos promedio de Maebashi (1897～2010) | Parámetros climáticos promedio de Maebashi (1897～2010) | Parámetros climáticos promedio de Maebashi (1897～2010) | Parámetros climáticos promedio de Maebashi (1897～2010) | Parámetros climáticos promedio de Maebashi (1897～2010) | Parámetros climáticos promedio de Maebashi (1897～2010) | Parámetros climáticos promedio de Maebashi (1897～2010) | Parámetros climáticos promedio de Maebashi (1897～2010) | Parámetros climáticos promedio de Maebashi (1897～2010) | Parámetros climáticos promedio de Maebashi (1897～2010) |
| Mes                                                     | Ene.                                                    | Feb.                                                    | Mar.                                                    | Abr.                                                    | May.                                                    | Jun.                                                    | Jul.                                                    | Ago.                                                    | Sep.                                                    | Oct.                                                    | Nov.                                                    | Dic.                                                    | Anual                                                   |
| ------------------------------------------------------- | ------------------------------------------------------- | ------------------------------------------------------- | ------------------------------------------------------- | ------------------------------------------------------- | ------------------------------------------------------- | ------------------------------------------------------- | ------------------------------------------------------- | ------------------------------------------------------- | ------------------------------------------------------- | ------------------------------------------------------- | ------------------------------------------------------- | ------------------------------------------------------- | ------------------------------------------------------- |
| Temp. máx. abs. (°C)                                    | 22.0                                                    | 24.6                                                    | 27.1                                                    | 32.4                                                    | 36.5                                                    | 38.3                                                    | 40.0                                                    | 39.1                                                    | 38.1                                                    | 33.0                                                    | 26.6                                                    | 23.5                                                    | 40.0                                                    |
| Temp. máx. media (°C)                                   | 8.4                                                     | 8.9                                                     | 12.1                                                    | 18.0                                                    | 22.4                                                    | 25.4                                                    | 28.9                                                    | 30.1                                                    | 25.9                                                    | 20.7                                                    | 15.8                                                    | 11.0                                                    | 19.0                                                    |
| Temp. mín. media (°C)                                   | -1.8                                                    | -1.3                                                    | 1.5                                                     | 7.1                                                     | 11.7                                                    | 16.6                                                    | 20.9                                                    | 21.8                                                    | 18.0                                                    | 11.5                                                    | 5.7                                                     | 0.8                                                     | 9.4                                                     |
| Temp. mín. abs. (°C)                                    | -11.8                                                   | -9.0                                                    | -7.8                                                    | -3.1                                                    | 0.3                                                     | 6.0                                                     | 11.9                                                    | 13.6                                                    | 8.4                                                     | 0.6                                                     | -3.5                                                    | -7.4                                                    | -11.8                                                   |
| Precipitación total (mm)                                | 24.3                                                    | 34.1                                                    | 54.1                                                    | 79.5                                                    | 103.1                                                   | 161.5                                                   | 189.7                                                   | 190.9                                                   | 204.1                                                   | 121.5                                                   | 46.2                                                    | 24.1                                                    | 1233.1                                                  |
| Nevadas (cm)                                            | 6.5                                                     | 7.9                                                     | 4.5                                                     | 0.5                                                     | 0.0                                                     | 0.0                                                     | 0.0                                                     | 0.0                                                     | 0.0                                                     | 0.0                                                     | 0.0                                                     | 0.9                                                     | 20.3                                                    |
| Horas de sol                                            | 214.6                                                   | 198.2                                                   | 218.1                                                   | 203.7                                                   | 206.0                                                   | 148.8                                                   | 157.7                                                   | 185.3                                                   | 136.3                                                   | 163.4                                                   | 184.0                                                   | 204.4                                                   | 2220.5                                                  |
| Humedad relativa (%)                                    | 57.0                                                    | 56.2                                                    | 56.6                                                    | 61.7                                                    | 67.7                                                    | 75.2                                                    | 79.3                                                    | 78.9                                                    | 79.4                                                    | 73.4                                                    | 65.6                                                    | 59.8                                                    | 67.6                                                    |
| Fuente n.º 1: Japan Meteorological Agency               |                                                         |                                                         |                                                         |                                                         |                                                         |                                                         |                                                         |                                                         |                                                         |                                                         |                                                         |                                                         |                                                         |
| Fuente n.º 2: Japan Meteorological Agency (récords)     |                                                         |                                                         |                                                         |                                                         |                                                         |                                                         |                                                         |                                                         |                                                         |                                                         |                                                         |                                                         |                                                         |

## Ciudades hermanadas
- Hagi, Prefectura de Yamaguchi, Japón
- Orvieto, Italia
- Birmingham, Alabama, Estados Unidos
- Menasha, Wisconsin, Estados Unidos